# Royal Castors Braine (masculins)
Ne doit pas être confondu avec Royal Castors Braine (féminines).
Le Royal Castors Braine est un club belge de basket-ball basé à Braine-l’Alleud (Belgique). L’équipe masculine a connu ses années de gloire entre les années 1980 et 1990, atteignant à plusieurs reprises la finale de la première division belge sans jamais remporter le titre. Cependant, des problèmes financiers et structurels récurrents, ainsi que des fusions et changements de matricule, ont progressivement conduit le club à descendre dans les divisions inférieures à partir des années 2000.

## Histoire
En 1993, les Castors Braine envisagent une fusion avec le Spirou Charleroi pour former une équipe compétitive avec un budget de 52 millions francs (1,29 million d’euros), mais le projet échoue face au refus fédéral et à l’intervention d’Étienne Bertrand, soutien de Charleroi.
En 1994, après leur première absence des playoffs depuis leur montée en D1 en 1986, les Castors, en déficit financier, voient le retour du président André Renauld. Il reconduit des cadres comme Kerry Trotter et mise sur un cinq de base expérimenté, renforcé par Pierre Cornia, Dean Marquardt, Tom Johnson et Spencer McKay. Malgré un banc limité, l’équipe, coachée par Erik Rogiers, vise les playoffs dans un contexte budgétaire difficile.
En 1998, les Castors Braine, matricule 294, ont fait faillite avec plus de 20 millions de francs (500.000 euros) de dettes, risquant la relégation en quatrième provinciale, sauf en cas de fusion, notamment avec Rixensart. La faillite a révélé une gestion très désordonnée, avec des dettes importantes, des salaires impayés, et des problèmes opérationnels graves, comme des coupures d’électricité et des litiges avec des entraîneurs.
Suite à cette situation, le club de Rixensart a été transféré à Braine à l'été 1998, donnant naissance à l’Union Castors Braine (UCB), qui a conservé le matricule 1983 de Rixensart. Ce statut a permis au club de démarrer directement en troisième division nationale, évitant ainsi la relégation provinciale. Le maintien du nom « Castors » visait à préserver un lien fort avec les supporters, tandis que le club voulait rapidement s’imposer sportivement en troisième division et attirer un nouveau public à Braine.
Cependant, en 2005, le club a de nouveau été menacé de faillite, cette fois à cause de dettes accumulées et de promesses de parrainage non honorées. Le club, en cessation de paiement, manquait environ 50.000 euros pour finir la saison en troisième division nationale. Malgré un soutien public et des actions citoyennes, comme « l’Opération lasagnes » (une collecte de fonds via la vente de plats cuisinés), le club souffrait aussi d’un manque de bénévoles. La commune envisageait une aide conditionnée à la présentation d’un plan financier clair.

## Palmarès
Matricule 294
Championnat de Belgique
- Vice-champion : 1987, 1988, 1989, 1990, 1992